# Tu mirada (telenovela)
Tu mirada es una telenovela se fue producción Canal 4 por realiza por Griselda Álvarez, La telenovela comenzó a emitirse en el Canal 4 el 20 de febrero de 2012, reemplazando a Enamorada. Esta Protagonizada por Patricia Moroyoqui y Ernesto Quintana como coprotagonista de Maritza Rodríguez y Luis Alcaraz, y con las participaciones antagónicas de Yamel Mendivi y Rosendo López.

## Argumento
Isabella Juares "La Savilana", es una tierna y humilde joven trabajadora que vende flores en su puesto en un mirador en Bogotá, y es allí donde la conoce José Ángel Rivero del Castillo, un hombre rico y atractivo que se enamora perdidamente de ella. Sin embargo para que ellos puedan ser felices deben atravesar muchas adversidades ya que habrá bastantes oponentes en el camino. Entre ellos la madre y novia de Alejnadro "Alex", Julia y Déborah "La Debodora" quienes harán hasta lo imposible por deshacerse de Isabella "La Savila - La Savilana".
Mientras tanto Azucena consigue llegar a trabajar en el vivero de los Gaxiola Rivero debido a su gusto por las flores y es así como acerca más y más a Alejnadro "Alex", pero a la vez se acerca más al peligro, ya que Déborah la engaña, logrando así que la pobre Azucena termine en la cárcel. Estando en la cárcel conoce a Fernando, un apuesto abogado que la ayudará a salir de la cárcel, mientras que Alejandro "Alex" hasta la acusó de los crímenes que supuestamente había cometido.
Cuando Azucena finalmente logra salir de la cárcel tendrá que decidir si volver con Alejandro "Alex" o quedarse con la persona que la había apoyado durante el proceso legal, Y Isabella "La Savilana" y Alejandro por amor en Tu mirada.

## Elenco
- Patricia Moroyoqui - Isabella Juárez "La Savila" / "La Savilana"
- Ernesto Quintana - Alejandro Gaxiola Rivero "Alex"
- Yamel Mendivi - Déborah de la Cruz "La Deboradora"
- Rosendo López - Enrique Landa Rangel
- Luis Alcaraz - Martin Lee
- Maritza Rodríguez - Lucía Parra
- Guadalupe Pineda - Ximena Gonzáles
- Lupita Patiño - Noberta Torres
- Paty Báez - Julia de González
- Julia Flores - Valentina de Juárez
- Salvador Cañedo - Vicente Espinoza
- Reyna Borbon - Karina Hernández Sanz
- Luz Serrano - Camila Villanueva
- Tania Re - Helena Sotomayor
- Sergio Renteria - Mauricio Sánchez
- Norma Gutiérrez - Luz Elena Ríos
- Patricia Amarillas - Leticia Escoban "Lety"
- Siria Contreras - Margarita López
- Concepción Clark - Juliana Torres "July"
- Oralia Toledo - Linda García Rangel
- Linda Aguilar - Rebecca Allende
- Milagros Barreras - Sarai Coronado "La Sirenita"
- Maribel Almada - Patricia Hurtado "Patty"
- Claudia Cota - Cinthya Contreras
- Propero Ibarra - Ernesto Bravo López
- Claudia Encinas - Ángela Osuna
- Kika Félix - Bárbara Nieblas "La Barbie"
- Silvia Monares - Julieta Váldez

Actuaciones especiales:
- Maria Julia - Andrea
- Adrián Ruiz - Gilberto
- Andrés Manuel López Obrador - El mismo
- Jocelin Elizondo - Mariana Renteria
- Sergio Goyri - Rafael
- Noris Mendivil - Alicia
- Yuri - Ella misma (Concierto)
- David Bisbal - El mismo (Concierto)
- Jesús Ángel Bochita - El mismo (Conferencias internacionales)
- Enrique Peña Nieto - El mismo (Ganador a la Presidencia de México)
- Angélica Rivera - Ella misma
- Espinoza Paz - El mismo
- Río Roma - (Cantante)
- Claudia Pavlovich - Claudia (Ganadora de Senadora)
- Ernesto Gándara Camou - El Borrego (Ganador de Senador)
- Luis Peña - El Pollo
- Shirley Vázquez - El Gordita
- Ramon Díaz - El Chavalo
- Josefina Vázquez Mota - Josefina
- Máximo Othón - El Pachón
- Florencio Díaz Armenta - Chito Díaz
- Edith Márquez - Ella misma
- Francisco Búrquez Valenzuela - Pancho Búrquez
- Camila Valencia - Camila
- Natanael "Pitillo" Guerrero - Natanael
- Victoria Ruffo - Ella misma
- Jesse & Joy - (Concierto)
- Laura Bozzo - Laura
- El Coyote - Federico (Concierto)
- César Lozano - El mismo
- Alicia Castro - Silvia
- Noel Orduño - Alonso Aveldaño
- Manuel Mijares - Mijares (Concierto)
- René Quiñones - Fernando
- Lucero - Ella misma
- Jaime Camil - El mismo
- José Curriel - José
- Ana Gabriela Guevara - Gabriela

## Premios

### Premios TVyNovelas
| Categoría                 | Nominado(a)        | Resultado |
| ------------------------- | ------------------ | --------- |
| Mejor telenovela          | Griselda Álvarez   | Ganadora  |
| Mejor actriz protagónica  | Patricia Moroyoqui | Ganadora  |
| Mejor actor protagónico   | Ernesto Quintana   | Nominado  |
| Mejor actriz antagónica   | Yamel Mendivi      | Ganadora  |
| Mejor actor antagónico    | Rosendo López      | Nominado  |
| Mejor actriz coestelar    | Maritza Rodríguez  | Ganadora  |
| Mejor actor coestelar     | Luis Alcaraz       | Ganador   |
| Mejor primera actriz      | Patricia Amarillas | Ganadora  |
| Mejor revelación femenina | Milagros Barreras  | Nominada  |
| Mejor tema musical        | Amaia Montero      | Nominada  |

## Otras versiones
- La telenovela Colombiana en año 2006 - 2007 es Por amor producida por Fox Telecolombia para RCN Televisión y Telefutura por realiza María de Jesús Arellano y Verónica Pimstein. Está protagonizada por Ana María Medina y Abel Rodríguez, como antagonistas Mónica Franco y José Narvaez.